# Alessandro Guardassoni
Alessandro Guardassoni (Bologna, 13 dicembre 1819 – Bologna, 1º marzo 1888) è stato un pittore italiano, specializzato in pitture storiche, religiose e di genere. Nel corso della sua carriera ha realizzato numerose pale d'altare e decorazioni, principalmente per le chiese di Bologna, talvolta in collaborazione con altri artisti.

## Biografia
Alessandro Guardassoni cresce in un ambiente molto cattolico e frequenta fin da giovane la borghesia locale. Si forma artisticamente all'Accademia Pontificia di Belle Arti di Bologna, sotto la guida di Clemente Alberi che lo avvicina alle opere di Guido Reni. L'impegno religioso e l'impronta accademica caratterizzeranno tutta la sua produzione artistica.
Nel 1838 riceve il "Premio di prima classe per il disegno di figura" per uno studio assai corretto di Testa dell'antico, realizzato sotto la guida del professore di elementi di figura Napoleone Angiolini. L'anno seguente continua la pratica della copia dell'antico dipingendo un olio tratto da un'incisione di un «celebre paesaggio del Lorenese».
Nel 1842 presenta all'esposizione accademica due copie: La strage degli innocenti tratta da Guido Reni e La morte di Dario copiata da Cesare Masini, con cui aveva vinto nel 1841 il "Premio grande per la pittura di storia" sempre in Accademia.
Nel 1843 vince il premio Curlandese di pittura con la tela Anna Bolena forsennata.

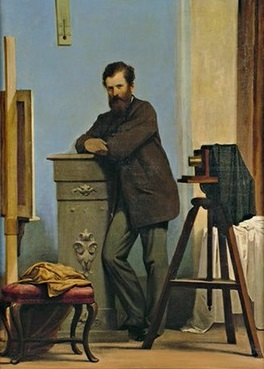
Autoritratto tra il cavalletto e la macchina fotografica, olio su tela del 1859, coll. Istituto Gualandi di Bologna

Nel 1844 partecipa nuovamente all'Esposizione di Belle Arti di Bologna e riceve il "Premio grande per il disegno e la figura" con la Deposizione della salma di Mosè.
In quegli anni inizia a frequentare Adeodato Malatesta, sotto la cui guida realizzerà vari quadri a soggetto storico.
Nel 1852 gli viene conferito il "Premio grande di pittura storica" alla Pontificia accademia di belle arti per La sete dei Crociati. Ed è proprio in seguito a questo premio che gli viene conferito il titolo di socio onorario dell'Accademia stessa.
Successivamente, si reca a Parigi e probabilmente a Londra, poi nel 1856 è a Roma dove esegue L'Innominato e il cardinale Borromeo che sarà presentato nello stesso anno a Bologna.
Nel 1863 viene nominato professore onorario dell'Accademia felsinea, ma nel 1872 rassegna le dimissioni per dedicarsi allo studio e all'applicazione della stereoscopia alla pittura. Le sue ricerche verranno pubblicate nell'opera Della pittura, della stereoscopia e di alcuni precetti di Leonardo da Vinci del 1880. 
Nel corso della sua vita è legato da amicizia a don Giuseppe Gualandi, compagno di accademia e titolare dell'omonimo istituto per sordomuti a cui l'artista lascerà le sue opere.
Alessandro Guardassoni muore a Bologna nel 1888.

## Opere
- Sant'Antonio che adora il Bambino Gesù, tela, Chiesa Madonna dei Poveri, Bologna[3]
- Sant'Anna con la Madonna bambina, tela, Chiesa di San Benedetto, Bologna[4]
- San Francesco d'Assisi riceve le stimmate, pala d'altare, Chiesa di San Giuseppe sposo, Bologna[5]
- Noli me tangere, altare maggiore, Chiesa di Santa Maria Maddalena, Bologna[6]
- Beato Stanislao Kostka e la beata Margherita Alacoque, tela dell'ultimo altare, Chiesa di Santa Maria Maddalena, Bologna[6]
- L'Immacolata, tela, Chiesa di Santa Maria delle Muratelle, Bologna[7]
- San Francesco benedice frate Leone, affresco, Chiesa di Santa Maria del Fiore, Forlì

Con Giovanni Battista Baldi
- Annunziata e Profeta Isaia, tele, Chiesa di San Isaia, Bologna[8]
- Cristo portato al sepolcro e altre tele agli altari, Chiesa della Santissima Trinità, Bologna[9]
- decorazione del presbiterio, Chiesa di Santa Caterina di Strada Maggiore, Bologna[10]

Con Guglielmo Minelli
- pitture murali nella Chiesa di San Bartolomeo, Bologna[11]

Con Michele Mastellari
- decorazioni dell'abside della Chiesa di Santa Maria Maggiore, Bologna[12]
- decorazioni della Chiesa di Santa Caterina di via Saragozza, Bologna (1874-1884)[13]

Alessandro Guardassoni (figure) con Luigi Samoggia (ornati)
- La visita della Vergine a S. Elisabetta e cappelletta con i misteri del rosario, portico del Santuario Madonna di San Luca, Bologna[14]
- decorazioni della volta della sacrestia, Santuario Madonna di San Luca, Bologna[15]
- decorazioni delle volte della nave e del presbiterio, Chiesa dei Santi Filippo e Giacomo, Bologna[16]
- decorazioni, Chiesa di San Salvatore, Bologna[17]
- decorazioni, Chiesa di San Giuseppe ed Ignazio[18]
- restauro di opere di Mauro Tesi e figure, Chiesa di San Martino, Bologna[19]
- dipinti della volta e del catino, Chiesa di San Giuliano, Bologna[20]
- decorazioni delle volta e dei pilastri, Chiesa di San Gregorio, Bologna, 1868[21]
- decorazioni della Cappellina, in collaborazione con Luigi Busi e Luigi Samoggia, 1879-80, Villa Hercolani Belpoggio, Bologna
- decorazioni, Collegiata di Santa Maria Maggiore, Pieve di Cento, 1868

### Nelle chiese in provincia

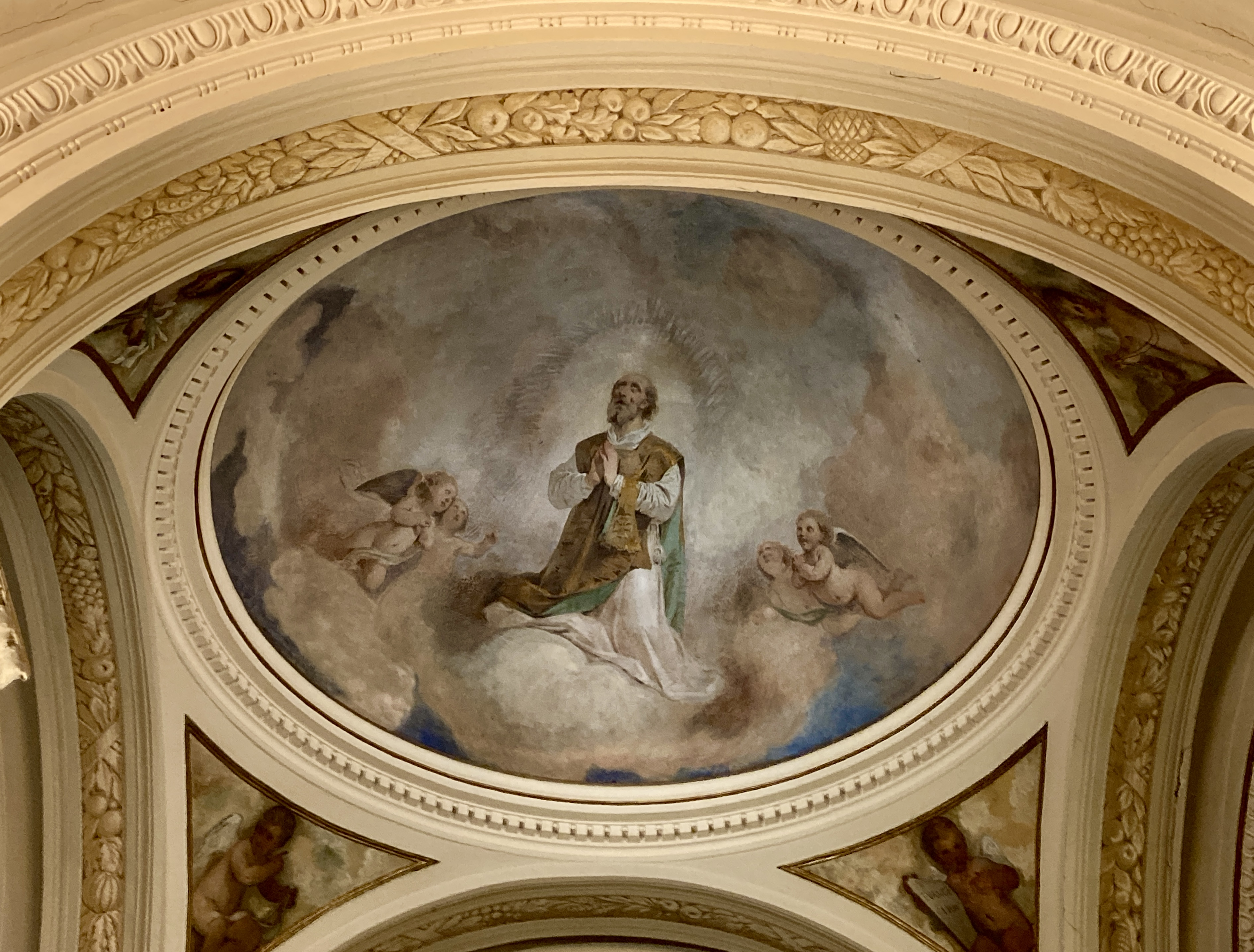
San Danio in Gloria nella Chiesa di Santa Maria e San Danio di Amola, a San Giovanni in Persiceto

- Vergine Addolorata, dipinto, Chiesa di San Giovanni Battista, Trebbo di Reno
- opera, Chiesa dei Santi Pietro e Paolo, Anzola dell'Emilia
- opera, Chiesa della Collegiata, San Giovanni Battista in Persiceto
- opera, Chiesa di Santa Maria Annunziata di Vedrana.
- opera, Santuario di Santa Maria del Poggio, San Giovanni in Persiceto
- opera, Chiesa di Santa Maria e San Danio di Amola, Amola del Piano, San Giovanni in Persiceto:
- opera, Chiesa di San Biagio, Savigno di  Valsamoggia
- opera, Chiesa di San Lorenzo, Budrio
- opera, Chiesa dei Santi Simone e Giuda, fraz. Rubizzano, San Pietro in Casale: quadri di Cesare Mauro Trebbi (1847-1931) e di Alessandro Guardassoni (1819-1888).

### Altre opere a Bologna
- Collegio San Luigi, via M. D'Azeglio, 55:
  - Teatro Alessandro Guardassoni
  - decorazioni, Sala d'udienza[22]
- Istituto di Santa Dorotea, via Irnerio n. 28, cappelletta con Immacolata del Guardassoni.[23]
- La sete dei Crociati, Pinacoteca nazionale
- L'Innominato e il cardinale Borromeo, Pinacoteca nazionale
- Anna Bolena forsennata, tela, Galleria d'arte moderna

### Altre opere in provincia
- Testa dell'antico, collezione privata, Casalecchio di Reno

## Riconoscimenti
- socio onorario dell'Accademia di belle arti di Bologna